# Saul Williams
Saul Stacy Williams (Newburgh, 29 febbraio 1972) è un rapper, poeta e attore statunitense.
Asceso alla ribalta internazionale con il film Slam, dove interpreta se stesso come slamista, ovvero poeta che prende parte alle competizioni/performance di slam-poetry (o poetry slam), Saul Williams è da sempre molto attaccato anche al mondo della musica (sua madre lo partorì uscendo frettolosamente da un concerto di James Brown).

## Discografia

### Album in studio
- 2001 – Amethyst Rock Star
- 2003 – Not in My Name
- 2004 – Saul Williams
- 2007 – The Inevitable Rise and Liberation of NiggyTardust!
- 2011 – Volcanic Sunlight
- 2016 – MartyrLoserKing

### Raccolte
- 2005 – Real Niggery Volume One
- 2016 – These Mthrfckrs: MartyrLoserKing - Remixes, B-Sides, & Demos

### Extended play
- 2003 – Not in My Name

### Singoli
- 1998 – Elohim (1972)
- 2000 – Penny for a Thought
- 2004 – List of Demands (Reparations)
- 2005 – Black Stacey

## Filmografia
- Slam (1998)
- K-PAX (2001)
- Aujourd'hui (2012)
- I peccatori (Sinners), regia di Ryan Coogler (2025)